# Меркушёвка
Меркушёвка — село в Черниговском районе Приморского края. Входит в Дмитриевское сельское поселение.
Дорога к селу Меркушёвка идёт на восток от села Дмитриевка. Расстояние до Дмитриевки около 12 км, до районного центра Черниговка около 20 км.

## История
Село Меркушёвка расположилось на горе у реки Дмитриевка, образовано в 1896 году, когда поселились первые 18 семей крестьян. По воспоминаниям старожилов, село названо по имени помощника инженера Меркушёва, который планировал строительство села. В 1898 году прибыло ещё 8 семей, в 1899 — 10. Участок отвели на 63 семьи в 1901 году. Весной 1897 года первые поселенцы устроили для жилья временные бараки и занялись распашкой земли. В первый год сеяли гречиху, лён и огородные культуры, начали строительство изб. Хозяйственные принадлежности, инвентарь и скот покупали в селах Дмитриевка, Черниговка.
С 1899 по 1908 годы в село прибыло около 30 семей переселенцев. Селяне занимались земледелием, скотоводством, пчеловодством, мелкими промыслами, охотой. Бурное заселение проходило примерно до 1905 года.
Перед революцией в селе насчитывалось около 175 дворов. Школу построили обществом в 1906 году. Называлась она церковно-приходской и имела три класса. Первыми школьными учителями были Иван Арефьевич Скрипка, Яценко, Липа. Дети начинали ходить в школу необязательно с семи лет, в первом классе учились вместе и семилетние, и десятилетние, и двенадцатилетние.
В 1908 году построили церковь. Для этого наняли китайцев. Деньги на строительство собирали с мира.
Советская власть в Меркушёвке устанавливалась, как и во всем Приморье, не сразу. С 1919 по 1922 годы здесь побывали и белые, и чехи, и японцы, и китайские хунхузы. Меркушёвцы уходили к партизанам (Толстяков, Приходько, Вошков, Дроздов и др.). В 1927—1928 годах образовался крестком: несколько дворов бедняков совместно обрабатывали землю. В 1929 году организовалась сельскохозяйственная артель, производилась совместная обработка земли, а в 1931 году — промысловая артель, куда вступили почти все жители села. Делали бочки, сани. В 1933 году промартель преобразовали в колхоз. Церковь прекратила работу в 1937 году. Савелий Суходуб колокола стаскивал трактором. Церковь перестроили под клуб.

## Население
| 1900 | 1912 | 1926  | 2002 | 2008 | 2010 |
| ---- | ---- | ----- | ---- | ---- | ---- |
| 223  | ↗623 | ↗1000 | ↘604 | ↘597 | ↘466 |

По данным переписи 1926 года по Дальневосточному краю, в населённом пункте числилось 175 хозяйств и 1000 жителей (517 мужчин и 483 женщины), из которых преобладающая национальность — украинцы (155 хозяйств).